# Orosztony
Orosztony là một thị trấn thuộc hạt Zala, Hungary. Thị trấn này có diện tích 18,45 km², dân số năm 2010 là 472 người, mật độ 26 người/km².